# Álgebra de grupo
Em matemática, a álgebra de grupo é qualquer uma das várias construções que associam a um grupo localmente compacto  uma álgebra de operadores (ou mais geralmente uma álgebra de Banach), de modo que as representações da álgebra estejam relacionadas às representações do grupo. Como tal, elas são similares ao anel de grupo associado a um grupo discreto.

## Álgebras de grupo como grupos topológicos:Cc(G)
Para os objetivos da análise funcional, e em particular da análise harmônica, deseja-se realizar a construção de anel de grupo para grupos topológicos G. No caso de G ser um grupo Hausdorff localmente compacto, G tem uma Medida de Borel invariante à esquerda contável e aditiva μ essencialmente única μ, chamada de medida de Haar.  Usando a medida de Haar, pode-se definir uma operação de convolução no espaço Cc(G) das funções contínuas sobre G a valores complexos com suporte compacto; Cc(G) pode então ser dado uma de várias normas e o seu completamento será uma álgebra de grupo.
Para definir a operação de convolução, sejam f e g duas funções em Cc(G). Para  t em G, defina
{\displaystyle [f*g](t)=\int _{G}f(s)g\left(s^{-1}t\right)\,d\mu (s).}
O fato de que f * g é contínua é uma consequência imediata do teorema da convergência dominada. Além disso,
{\displaystyle \operatorname {Support} (f*g)\subseteq \operatorname {Support} (f)\cdot \operatorname {Support} (g)}
em que o ponto representa o produto em G. Cc(G) também tem uma involução natural definida por:
{\displaystyle f^{*}(s)={\overline {f(s^{-1})}}\Delta (s^{-1})}
em que Δ é a função modular em G. Com esta involução, ela é uma *-álgebra.
Teorema. Com a norma:
{\displaystyle \|f\|_{1}:=\int _{G}|f(s)|d\mu (s),}
Cc(G) torna-se uma an álgebra normada involutiva com uma identidade aproximada.
A identidade aproximada pode ser indexada em uma 
base de vizinhança da identidade consistindo de conjuntos compactos. De fato, se V é uma vizinhança compacta da identidade, seja fV uma função contínua não negativa com suporte em V tal que
{\displaystyle \int _{V}f_{V}(g)\,d\mu (g)=1.}
Então {fV}V é uma identidade aproximada. Uma álgebra de grupo tem uma identidade, em vez de apenas uma identidade aproximada, s e somente se a topologia do grupo é a topologia discreta.
Note que para grupos discretos, Cc(G) é a mesma coisa que o anel de grupo complexo C[G].

A importância da álgebra de grupo é que ela captura a teoria das  representações unitárias de G como mostra o seguinte
Teorema. Seja G um grupo localmente compacto. Se U é uma representação unitária fortemente contínua de G sobre um espaço de Hilbert H, então
{\displaystyle \pi _{U}(f)=\int _{G}f(g)U(g)\,d\mu (g)}
é uma *-representação não degenerada limitada da álgebra normada Cc(G). A aplicação
{\displaystyle U\mapsto \pi _{U}}é uma bijeção entre o conjunto  das representações unitárias fortemente contínuas de G e as *-representações  não degeneradas limitadas de Cc(G). Esta bijeção respeita equivalência unitária e contenção forte. Em particular, πU é irredutível se e somente se U é irredutível.
Uma representação π de Cc(G) sobre um espaço de Hilbert Hπ é não degenerada se
{\displaystyle \left\{\pi (f)\xi :f\in \operatorname {C} _{c}(G),\xi \in H_{\pi }\right\}}
é denso em Hπ.

## A álgebra de convoluçãoL1(G)
É um teorema padrão da teoria da medida que o completamento de Cc(G) na norma L1(G) é isomorfo ao espaço L1(G) das classes de equivalência de funções integráveis com respeito a medida de Haar, onde, como de costume, duas funções são consideradas equivalentes se, e somente se, elas diferem apenas em um conjunto de medida de Haar zero.
Teorema. L1(G) é uma *-álgebra de Banach com o produto de convolução e a involução acima definidos, e com a norma L1. Além disso, L1(G) tem uma identidade  aproximada limitada.

## A C*-álgebra de grupoC*(G)
Seja C[G] o anel de grupo de um grupo discreto G.
Para um grupo localmente compacto G, a C*-álgebrade grupo C∗(G) de G é definida como a C*-álgebra envolvente de L1(G), isto é, o completamento de Cc(G) com relação à C*-norma:
{\displaystyle \|f\|_{C^{*}}:=\sup _{\pi }\|\pi (f)\|,}
em que π varia sobre todas as *-representações não-degeneradas de Cc(G) em espaços de Hilbert. Quando G é discreto, segue da desigualdade triangular que, para qualquer π nestas condições, tem-se:
{\displaystyle \|\pi (f)\|\leq \|f\|_{1},}
portanto, a norma está bem definida.
Segue da definição que C*(G) tem a seguinte propriedade universal: qualquer *-homomorfismo de C[G], para alguma B(H) (a C*-álgebra de operadores limitados em algum espaço de Hilbert H) pode ser fatorado pela aplicação de inclusão:
{\displaystyle \mathbf {C} [G]\hookrightarrow C_{\text{max}}^{*}(G).}

### A C*-álgebra de grupo reduzidaCr*(G)
A C*-álgebra de grupo reduzida Cr*(G) é o completamento de Cc(G) com relação à norma
{\displaystyle \|f\|_{C_{r}^{*}}:=\sup \left\{\|f*g\|_{2}:\|g\|_{2}=1\right\},}
em que
{\displaystyle \|f\|_{2}={\sqrt {\int _{G}|f|^{2}d\mu }}}
é a norma L2. Como o completamento de Cc(G) com relação à norma L2 é um espaço de Hilbert, a norma Cr* é a norma do operador limitado agindo em L2(G) por convolução com f e, portanto, uma C*-norma.
Equivalentemente, Cr*(G) é a C*-álgebra gerada pela imagem da representação regular à esquerda sobre ℓ2(G).
Em geral, Cr*(G) é um quociente de C*(G). A C*-álgebra de grupo reduzida é isomorfa à C*-álgebra de grupo não reduzida definida acima se, e somente se, G é ameno.

## Álgebras de von Neumann associadas a grupos
O álgebra de grupo de von Neumann W*(G) de G é a envolvente da álgebra de von Neumann de C*(G).
Para um grupo discreto G, podemos considerar o espaço de Hilbert ℓ2(G) para o qual G é uma base ortonormal. Como G opera em ℓ2(G) permutando a base de vetores, podemos identificar o anel de grupo complexo C[G] com uma subálgebra da álgebra de operadores limitados em ℓ2(G). O fechamento fraco desta subálgebra, NG, é uma álgebra de von Neumann.
O centro de NG pode ser descrito em termos dos elementos de G cuja classe de conjugação é finita. Em particular, se o elemento identidade de G é o único elemento de grupo com essa propriedade (isto é, G tem a propriedade das classes de conjugação infinitas), o centro de NG consiste apenas de múltiplos complexos da identidade.
NG é isomorfa ao fator hiperfinito de tipo II1 se, e somente se, G é contável, ameno, e tem a propriedade das classes de conjugação infinitas.